# Адамова мельница
Ада́мова ме́льница (Ада́мовская ме́льница) — мукомольная мельница купцов Адамовых. Одна из достопримечательностей Ливенского района Орловской области и региональный памятник промышленной архитектуры конца XIX века.

## Описание
Мельница относилась к V разряду производств такого рода. Её принципиальная новизна состояла в том, что энергия воды передавалась к жерновам посредством электричества:335-337. Архитектурно мельница состоит из ряда сооружений с наибольшей протяженностью по линии с запада на восток: плотина, двухэтажный корпус с силовыми установками, 5-этажный корпус размола с подвалом и чердачным этажом, зерноочистительный корпус и 10 бункеров, соединённые в двухрядный блок. Этот блок, вытянутый с севера на юг, примыкает к северо-восточному углу зерноочистительного корпуса и отделен узким двором от корпуса размола. Торцовые фасады главного корпуса обращены к северу и к югу, завершены широкими фронтонами над полосами из ступенчатых консолей. Эти фасады разделены лопатками на три прясла. Окна с лучковыми либо полуциркульными перемычками обрамлены профилированной лентой.
Пространство в этажах основного корпуса, соединённых люками, расчленено на три нефа с бетонными опорами квадратного сечения. Техническое назначение этажей состояло в следующем:
- 5-й этаж (рассевной) содержал сепараторы для отделения грубых продуктов размола
- 4-й (вальцевый) — вальцовые станки, куколеотборники и ситовейки
- 3-й (распределительный) — наждачные отбойки
- 2-й — сепараторы
- 1-й — трансмиссии

Оборудование мельницы было изготовлено московским Товариществом чугунолитейного и машиностроительного производств «Добровы и Набгольц». В 1913 году на мельнице работало 85 рабочих, которые за год выработали 9360 тонн муки.

## История
Мельница была построена в 1873 году на реке Сосне, в нескольких километрах от города Ливны. Мельницу построил Фёдор Иванович Адамов, по проекту сына Михаила — студента Петровско-Разумовской академии. Мельница потребовала предельного напряжения от создателей. Однако ноша оказалась непосильным бременем для Адамова-отца.
Впоследствии проект переработали, и мельница заработала. Но оказалось, что плотина на мельнице значительно подняла уровень воды в реке Сосне и городская мельница, которую арендовал купец Леонов, была подтоплена. В 1885 году Леонов подал на Адамова в суд. Эксперты, в числе которых был профессор Харьковского технологического института В. И. Альбицкий, вынесли решение, что подтопление происходит в виду конструкции мельницы Адамова по которому Елецкий окружной суд постановил взыскать с виновника в пользу города большую сумму. Однако на поданную Адамовым апелляцию Московская судебная палата вынесла решение в его пользу. С ним не согласился Леонов, но сенат утвердил решение палаты. Адамов одержал победу, несмотря на то, что интересы города представлял известный адвокат Ф. Н. Плевако.

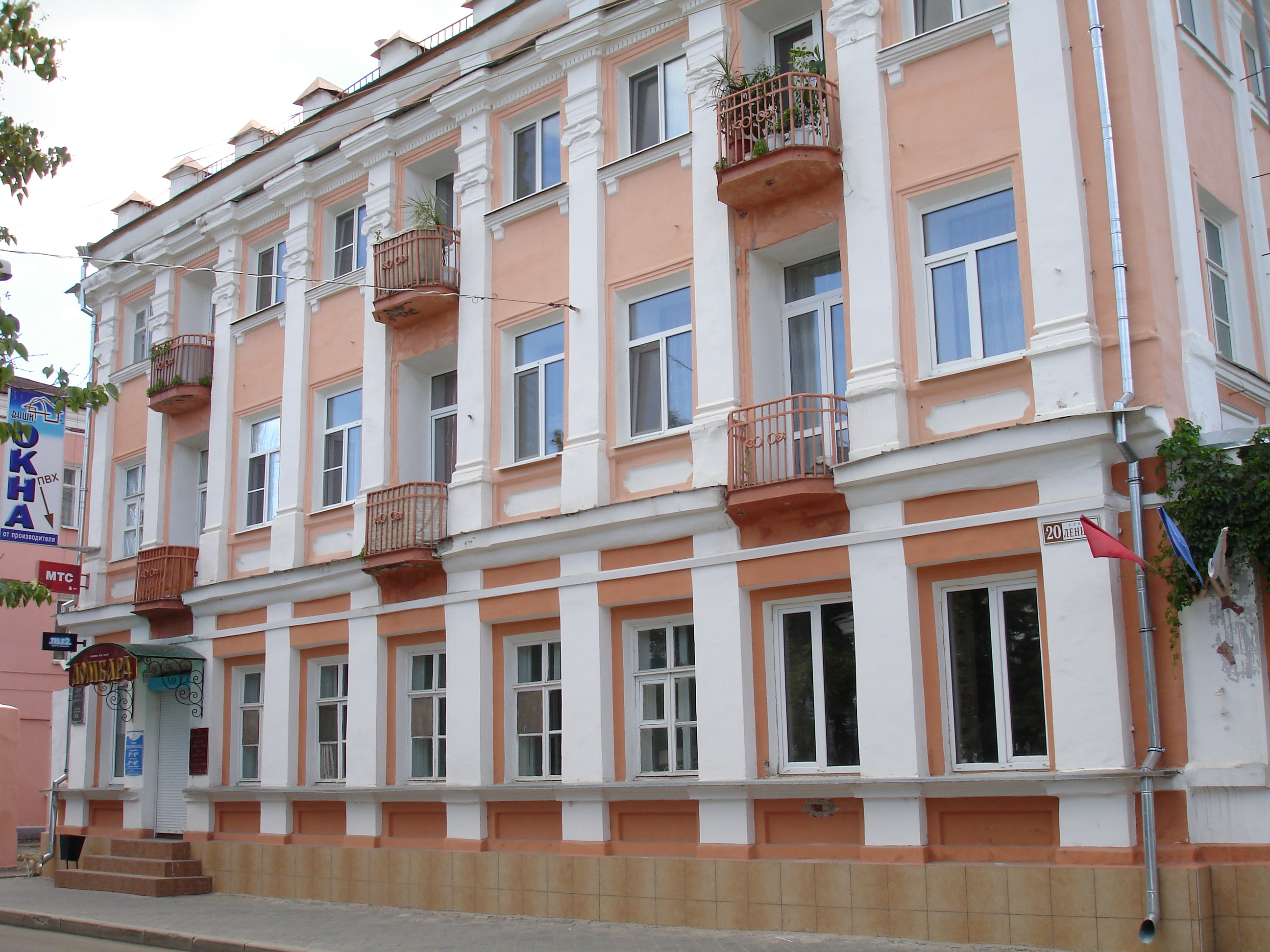
Дом купца Адамова на улице Ленина (бывшей Соборной)

Мельница работала с хорошей прибылью. Михаил Фёдорович Адамов занимался и благотворительной деятельностью. На его деньги в городе построили Ново-Никольскую церковь, амбулаторную лечебницу, в селе Успенском — школу, в селе Козьминском — церковь. Он руководил комиссией по распространению в городе телефонной связи.
Михаил Фёдорович Адамов, считавшийся самым богатым и знаменитым местным промышленником, в случае рождения у рабочего ребёнка выдавал 25 рублей, к праздникам отпускал по пуду муки и другие подарки из магазинов, которых в городе у него было много.
После Октябрьской революции свои земли, магазины и мельницу Адамов передал новой власти, избрался в городскую управу. Однако дом на Соборной улице у него отобрали, оставив одну комнату. В 1922 году Адамов уехал в Ялту, и через некоторое время скончался.

## Судьба мельницы в советское и настоящее время

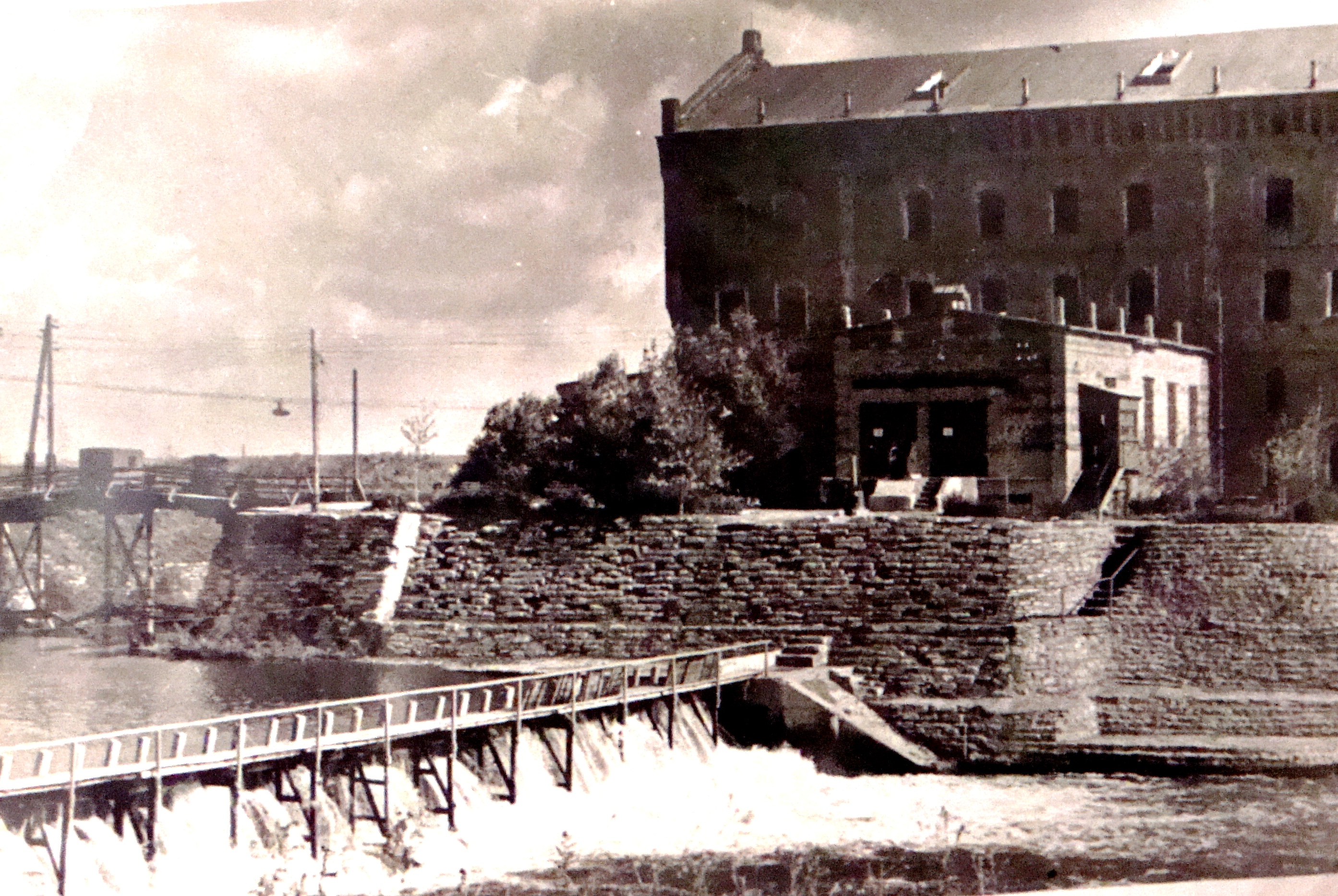
Гидроэлектростанция на Адамовской мельнице. 1950 г.

Адамовская мельница использовалась по своему прямому назначению до начала Великой Отечественной войны. Перед тем как оставить Ливны немецким войскам, местная власть, во исполнение директив руководства, демонтировала и вывезла оборудование. После неудачной попытки подрыва частично разрушился угол.
В послевоенное время мельницу не восстанавливали, так как вывезенное оборудование не нашлось. В городе существовал острый дефицит электроэнергии и для решения проблемы на плотине были установлены гидрогенераторы производства Ливгидромаш. Генерирующее оборудование было демонтировано, и строения постепенно пришли в негодность.
В 1983 году, по инициативе первого секретаря ливенского райкома КПСС Алёшина А. Н., предпринималась попытка создать дом отдыха. Для этого мельницу передали на баланс ливенского завода «Промприбор», разработали проект реконструкции, распределили необходимые работы и затраты среди ливенских предприятий. Работы не были закончены, так как Алёшин ушёл на повышение, а назначенный на его место Тарнавский В. С. имел другие приоритеты. Произведённые к этому моменту строительные работы (подвод электроэнергии, строительство котельной, частичный ремонт зданий и т. п.) оказались напрасными.
Здания мельницы по-прежнему принадлежат ОАО «Промприбор». Силами этого предприятия в 2012 году была вновь восстановлена плотина через реку Сосну.
Адамовская мельница официально причислена к местам, связанным с жизнью и творчеством писателя Константина Георгиевича Паустовского.

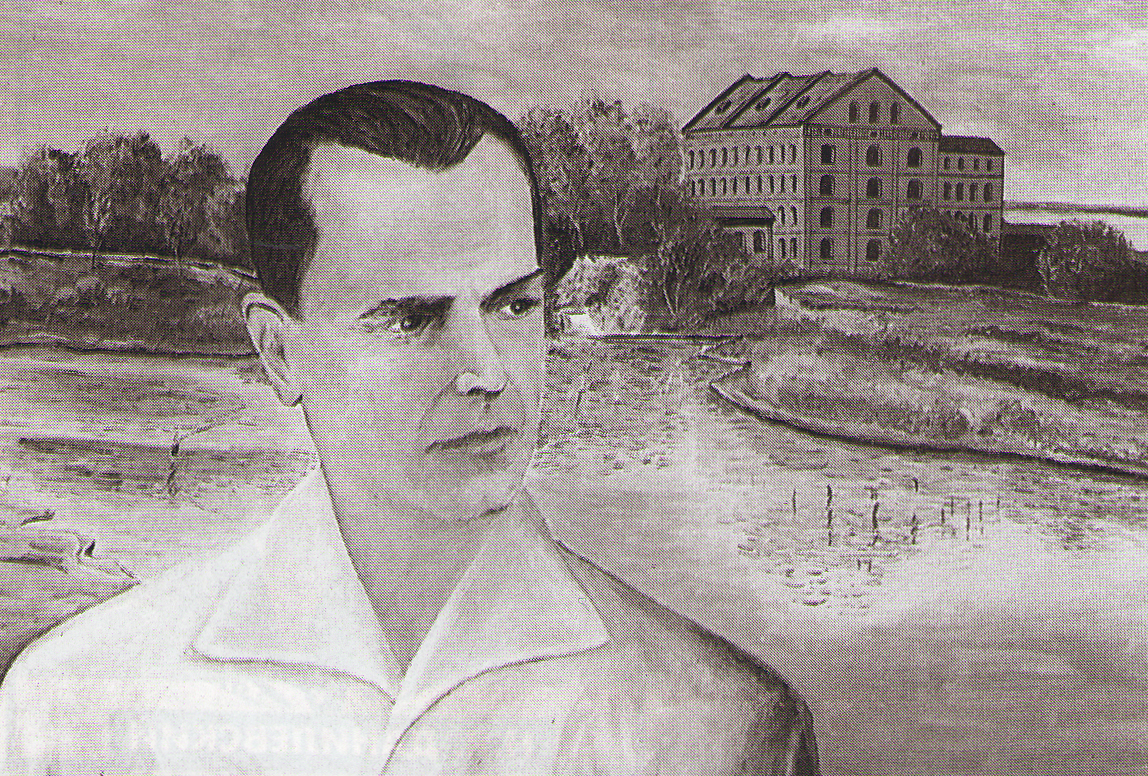
К. Г. Паустовский на Адамовской мельнице (рисунок Г. В. Рыжкина)

## Галерея

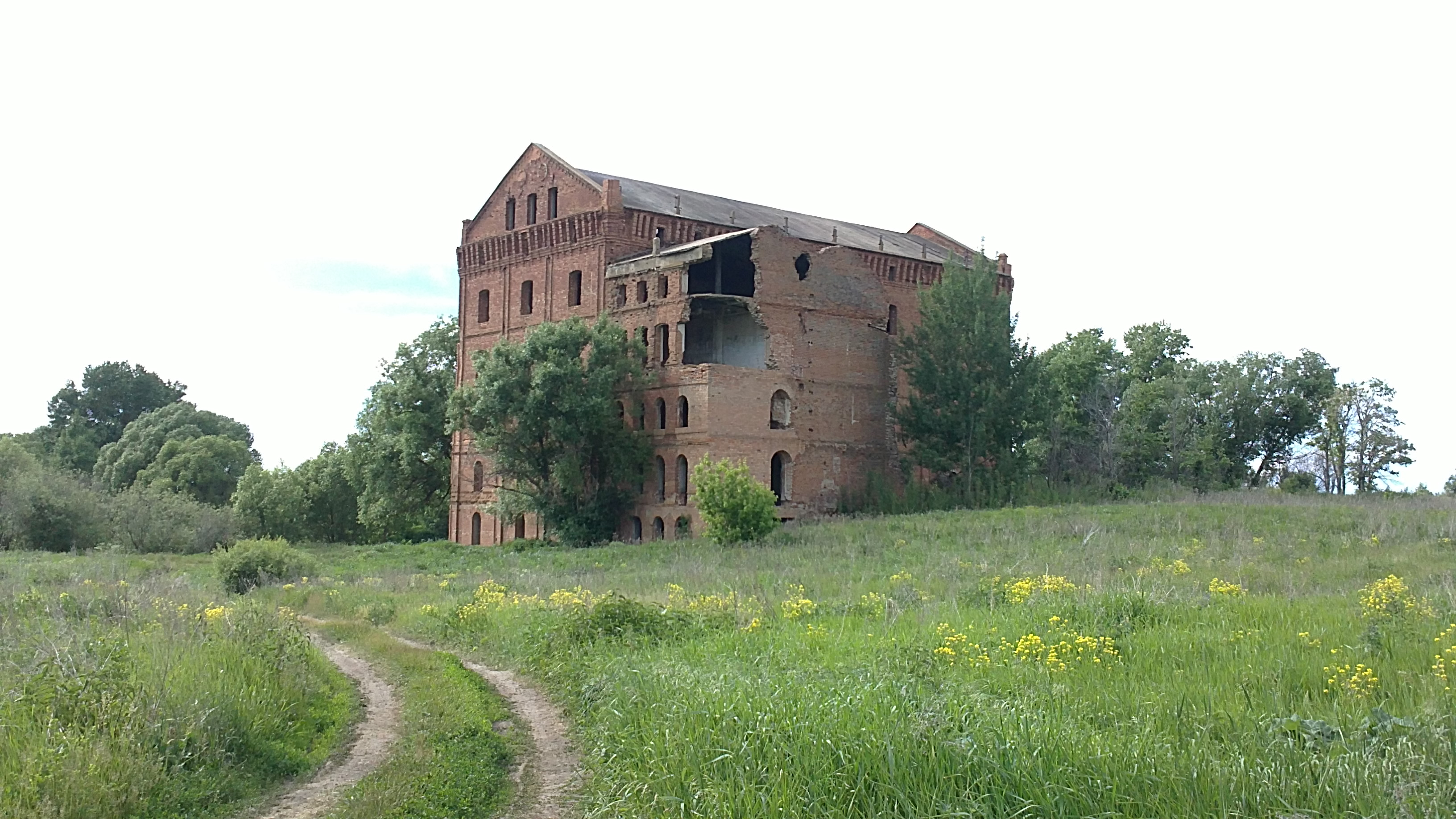
Вид с восточной стороны
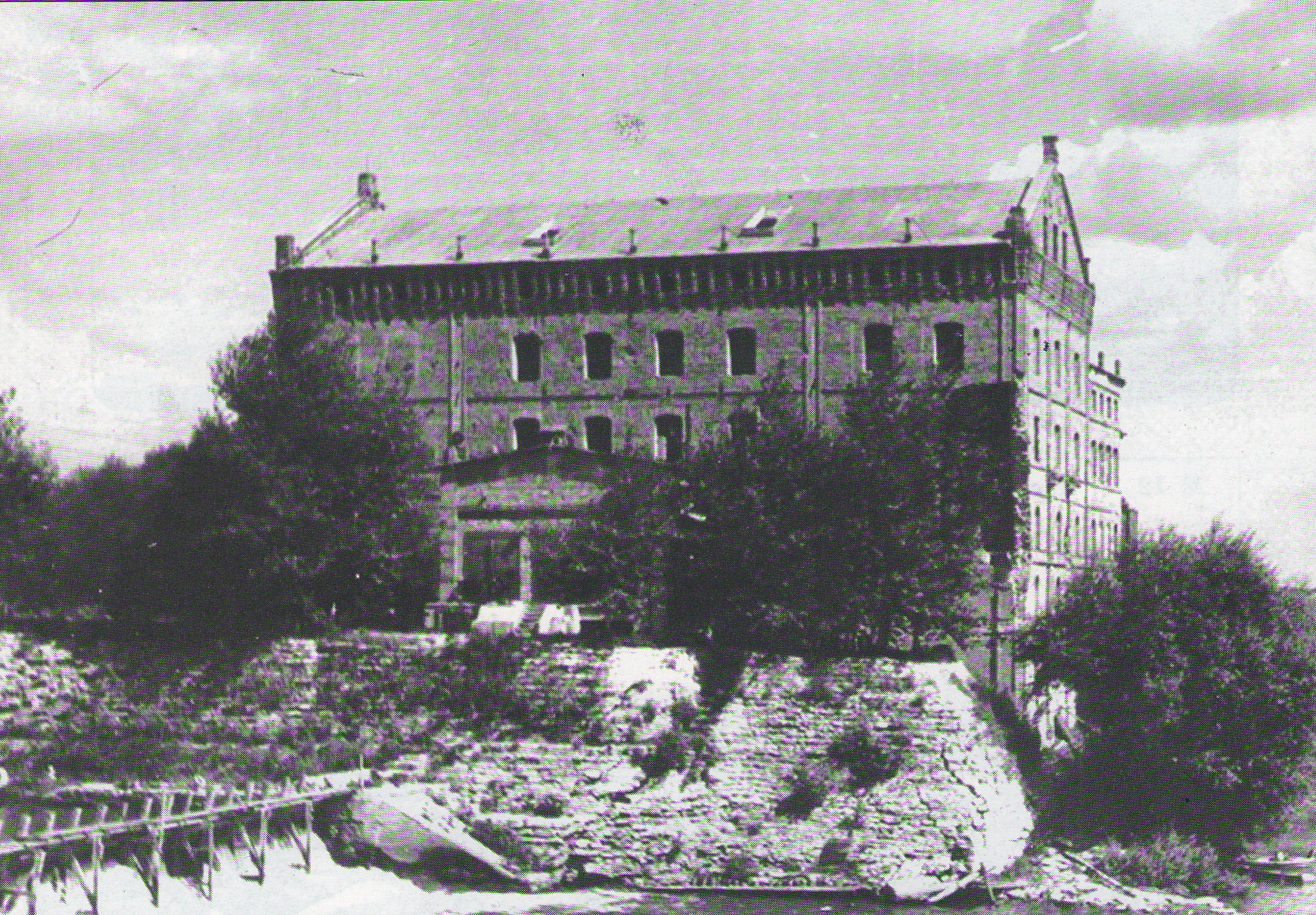
Адамовская мельница, фото 1950 года
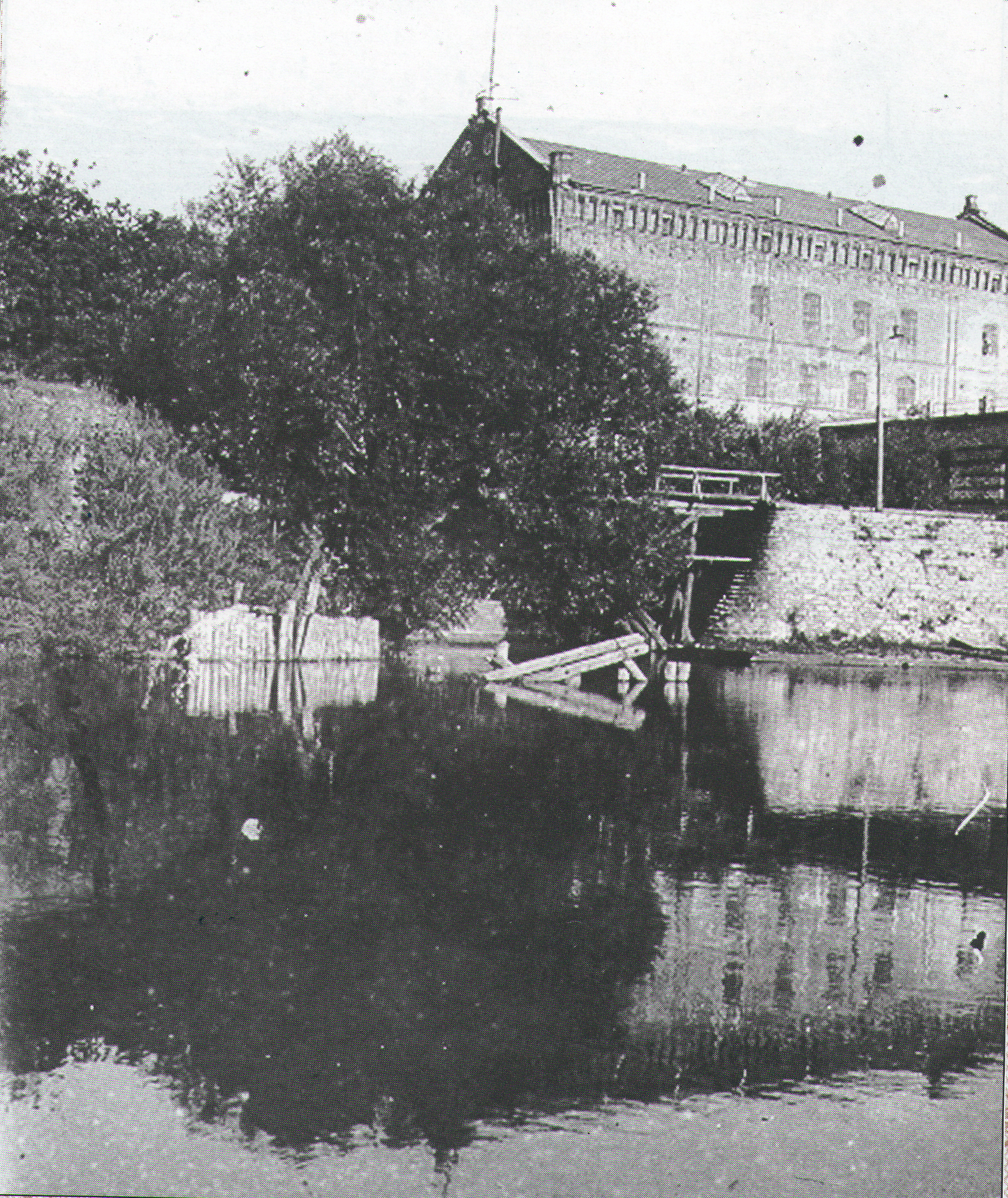
Адамовская мельница, фото 1912 года